# 福野電報電話局

1964年（昭和39年）頃の福野電報電話局

福野電報電話局（ふくのでんぽうでんわきょく）は、富山県東礪波郡福野町にあった電報電話局。公社時代は北陸電気通信局富山電気通信部の管轄下にあった。

## 概要
福野電報電話局は、1958年（昭和33年）1月15日に福野郵便局の電気通信業務を承継して開設された。開局当初より福野郵便局における磁石式電話交換を改めて自動式を導入しており、当時の富山県下においては富山電報電話局についで二番目の自動交換局であった。同年3月中に福光電報電話局、城端電報電話局、津沢郵便局、井波電報電話局及び砺波電報電話局より市外電話の集中を受け、各局間における即時化が果たされた。また、これにより各局管内における施設業務が福野局へ集中され、当時その人員配置問題が当局と全国電気通信労働組合（全電通）の間に争われた。1967年（昭和42年）7月9日には新局舎が完成し、全国即時ダイヤル通話化を果たした。1985年（昭和60年）4月1日の民営化後もしばらく福野電報電話局の名称が用いられたが、1989年（平成元年）4月1日より全国的に電話局及び電報電話局は支店、あるいは営業所と改称された。
1964年（昭和39年）当時は内部機構として業務課、電話運用課、線路宅内課、機械課、伝送課及び庶務課を有した。

## 沿革
- 1957年（昭和32年）12月 - 福野電報電話局の局舎が完成する[4]。
- 1958年（昭和33年）
  - 1月15日 - 東礪波郡福野町に福野電報電話局を開設する[2]。福野郵便局から電話交換及び電報配達事務の業務を承継する[3]。
  - 3月1日 - 福光電報電話局、城端電報電話局及び津沢郵便局より市外電話を集中する[7]。
  - 3月20日 - 井波電報電話局及び砺波電報電話局より市外電話を集中する[7]。
  - 10月10日 - 福野郵便局より福野電報電話局へ電信為替の業務の一部を委託する[13]。
- 1959年（昭和34年）2月20日 - 南蟹谷郵便局より市外電話を集中する[14]。
- 1962年（昭和37年）
  - 6月1日 - 庄川郵便局より国際電報受付及び配達事務を承継する[15]。
  - 8月1日 - 庄川郵便局より国内欧文電報受付及び配達事務を承継する[16]。
- 1967年（昭和42年）7月9日 - 新局舎が完成し、全国即時ダイヤル通話となる[10]。
- 1976年（昭和51年）12月14日 - 井口郵便局において電気通信業務を廃止し、電話交換については福野電報電話局、和文電報配達事務については城端電報電話局が承継する[17]。
- 1978年（昭和53年）10月25日 - 利賀郵便局において電気通信業務を廃止し、電話交換業務を承継する[18]。
- 1985年（昭和60年）4月1日 - 電電改革により日本電信電話公社は民営化され、日本電信電話株式会社が発足する[19]。
- 1989年（平成元年）4月1日 - 各電話局はその名称を廃止し、支店、あるいは営業所等と改称される[12]。